# ترانوس
ترانوس (به انگلیسی: Theranos) یک شرکت خصوصی آمریکایی خدمات سلامت و تجهیزات آزمایشگاهی مستقر در پالو آلتو، کالیفرنیا بود که هدف از تأسیس آن، توسعه روش‌های جدید برای تست‌های تشخیصی آزمایشگاهی با استفاده از خون اعلام شد. تا سال ۲۰۱۳،‌ ارزش ترانوس حدود ۱۰ میلیارد دلار برآورد می‌شد و این شرکت حتی با والگرینز۲ شریک شد تا دستگاه‌های آزمایش‌ خون را در فروشگاه‌های سراسر کشور به فروش برساند. در روش ارائه‌شده توسط شرکت، آزمایش‌های پزشکی با استفاده از نمونه‌گیری انگشتی خون به جای روش سنتی نمونه‌گیری وریدی بر پایه فناوری میکروفلوید (مایعات منطقی) انجام می‌پذیرفت اما بعد معلوم شد که این شرکت توانایی چنین کاری را ندارد و بنیانگذارانش به خاطر کلاه‌برداری دستگیر و محاکمه شدند و در سپتامبر ۲۰۱۸ این شرکت منحل شد.کتاب بد بلاد: رازها و دروغ‌ها در یک استارت‌آپ سیلیکون ولی نوشتۀ جان کری‌رو، ظهور و سقوط ترانوس۱ را با جزئیات شرح داده است.
در سال ۲۰۱۵، نقطه عطفی برای شرکت ترانوس به وجود آمد؛ زمانی که جان ایوانیدیس، استاد پژوهش‌های پزشکی، و بعدها الِف‌تریوس دیاماندیس، استاد بیوشیمی بالینی، به همراه جان کریرو، خبرنگار تحقیقی روزنامه وال استریت ژورنال، اعتبار فناوری این شرکت را زیر سؤال بردند. این موضوع موجب شد ترانوس با موجی از چالش‌های قانونی و تجاری از سوی نهادهای پزشکی، سرمایه‌گذاران، کمیسیون بورس و اوراق بهادار ایالات متحده (SEC)، مراکز خدمات درمانی (CMS)، دادستان‌های ایالتی، شرکای تجاری سابق، بیماران و دیگران روبرو شود. در ژوئن ۲۰۱۶، مجله فوربز تخمین زد که ارزش خالص دارایی الیزابت هولمز، بنیان‌گذار ترانوس، از ۴.۵ میلیارد دلار به «هیچ» کاهش یافته است. پس از چندین سال درگیری‌های حقوقی، شکایت‌ها، و تحریم‌ها از سوی CMS، بقایای این شرکت در سپتامبر ۲۰۱۸ منحل شد.
در سال ۲۰۱۸، ترانوس، الیزابت هولمز، و رئیس پیشین شرکت، سانی بالوانی، به اتهام کلاهبرداری توسط کمیسیون SEC مورد پیگرد قانونی قرار گرفتند. هولمز و بالوانی همچنین به اتهام کلاهبرداری اینترنتی و توطئه متهم شدند. در ژانویه ۲۰۲۲، هولمز در چهار مورد گناهکار شناخته شد و در نوامبر همان سال به ۱۱ سال و ۳ ماه زندان محکوم شد. بالوانی نیز در ژوئیه ۲۰۲۲ در تمام ۱۲ مورد اتهام گناهکار شناخته شد و در دسامبر ۲۰۲۲ به ۱۲ سال و ۱۱ ماه زندان و ۳ سال نظارت مشروط محکوم گردید.

## تاریخچه
ترانوس در سال ۲۰۰۳ توسط الیزابت هولمز با هدف ساده‌سازی و استانداردسازی آزمایش‌های خون به وسیله دستگاه‌های قابل حمل تأسیس شد.
در سال ۲۰۱۲، شرکت Safeway مبلغ ۳۵۰ میلیون دلار برای تجهیز ۸۰۰ فروشگاه خود به کلینیک‌هایی که آزمایش خون در محل ارائه می‌کردند، سرمایه‌گذاری کرد. با این حال، پس از چندین بار عدم تحقق مهلت‌های مقرر و نتایج مشکوک از یک کلینیک آزمایشی در دفتر مرکزی Safeway، این قرارداد در سال ۲۰۱۵ لغو شد. در سال ۲۰۱۳، Theranos با Walgreens برای ارائه آزمایش‌های خون در بیش از ۴۰ مکان همکاری کرد. با وجود گزارش‌هایی مبنی بر استفاده از آزمایش‌های خون Theranos در آزمایش‌های دارویی شرکت‌های GlaxoSmithKline و Pfizer، هر دو شرکت در اکتبر ۲۰۱۵ اعلام کردند که هیچ پروژه فعالی با Theranos ندارند. در ژوئن ۲۰۱۶، Walgreens همکاری خود با Theranos را پایان داد و در نوامبر همان سال برای نقض قرارداد، دعوایی علیه این شرکت در دادگاه فدرال دلاور مطرح کرد. در ژوئن ۲۰۱۷، Theranos به سرمایه‌گذاران گزارش داد که این پرونده، که در ابتدا به دنبال ۱۴۰ میلیون دلار خسارت بود، با مبلغی کمتر از ۳۰ میلیون دلار حل‌وفصل شده است.
در مارس ۲۰۱۵، کلینیک کلیولند از همکاری با Theranos برای آزمایش فناوری‌های این شرکت و کاهش هزینه آزمایش‌های آزمایشگاهی خبر داد. در جولای همان سال، Theranos به عنوان ارائه‌دهنده خدمات آزمایشگاهی برای شرکت‌های بیمه AmeriHealth Caritas و Capital Blue Cross در پنسیلوانیا انتخاب شد. در همان ماه، سازمان غذا و داروی آمریکا (FDA) استفاده از دستگاه آزمایش خون انگشتی Theranos را برای ویروس هرپس سیمپلکس (HSV-1) در خارج از محیط آزمایشگاه بالینی تأیید کرد. این شرکت در سال ۲۰۱۵ توسط انجمن زیست‌صنعتی آریزونا (AzBio) به عنوان شرکت زیست‌فناوری سال انتخاب شد.
در فوریه ۲۰۱۵، جان ایوانیدیس، استاد دانشگاه استنفورد، در مجله انجمن پزشکی آمریکا اعلام کرد که هیچ تحقیق علمی تاییدشده‌ای از شرکت ترانوس در مقالات پژوهشی پزشکی منتشر نشده است. در ماه مه همان سال، پروفسور الفتریوس دیاماندیس از دانشگاه تورنتو تکنولوژی ترانوس را مورد بررسی قرار داد و نتیجه گرفت که ادعاهای این شرکت اغراق‌آمیز هستند. به‌منظور افزایش اعتبار شرکت، الیزابت هولمز، مدیرعامل ترانوس، جو بایدن، معاون وقت رئیس‌جمهور آمریکا را دعوت کرد تا از تسهیلات شرکت بازدید کند. اگرچه بایدن از آنچه دید تمجید کرد، اما مشخص شد که هولمز و بالوانی یک آزمایشگاه جعلی برای این بازدید ایجاد کرده بودند.
در اکتبر ۲۰۱۵، جان کریرو، خبرنگار وال استریت ژورنال، گزارش داد که ترانوس به جای استفاده از دستگاه‌های اختصاصی خود به نام ادیسون، از تجهیزات آزمایش خون معمولی برای انجام تست‌ها استفاده می‌کند و دستگاه‌های ادیسون ممکن است نتایج نادرستی ارائه دهند. تایлер شولتز، یکی از کارکنان سابق ترانوس و نوه جورج شولتز، مدیر وقت شرکت و وزیر امور خارجه پیشین آمریکا، از منابع اصلی این گزارش بود. او نگرانی‌های خود را ابتدا به مدیریت شرکت و سپس به کریرو و اداره بهداشت نیویورک گزارش داد.
ترانوس ادعا کرد که این اتهامات از نظر علمی و فنی اشتباه هستند. پس از انتشار این گزارش، شرکت والگرینز برنامه‌های خود برای توسعه مراکز آزمایش خون با همکاری ترانوس را متوقف کرد. در همین زمان، کلینیک کلیولند اعلام کرد که برای ارزیابی تکنولوژی ترانوس اقدام خواهد کرد. شرکت ترانوس تلاش کرد با استفاده از وکلا، منابع خبری را تحت فشار قرار دهد و مانع از ارائه اطلاعات به خبرنگاران شود.
بررسی تعاملات ترانوس با سازمان غذا و داروی آمریکا (FDA) نشان داد که در سال‌های ۲۰۱۴ و ۲۰۱۵ این سازمان مشکلاتی در طراحی دستگاه‌های جمع‌آوری خون این شرکت شناسایی کرده بود. FDA دستگاه “نانوتینر” ترانوس را به عنوان یک دستگاه پزشکی کلاس II طبقه‌بندی کرد، که مستلزم رعایت استانداردهای خاص بود. با این حال، ترانوس ادعا کرد که این دستگاه به عنوان یک دستگاه کلاس I طبقه‌بندی می‌شود و نیاز به رعایت قوانین خاصی ندارد.
در سپتامبر ۲۰۱۵، اداره بهداشت آریزونا مشکلاتی در آزمایشگاه شرکت در اسکاتسدیل شناسایی کرد. در ژانویه ۲۰۱۶، اداره مراکز مدیکر و مدیکید (CMS) گزارش داد که آزمایشگاه نیوآرک ترانوس شرایطی ایجاد کرده که سلامت و ایمنی بیماران را به خطر انداخته است. در پی این گزارش، والگرینز ارائه خدمات ترانوس در این آزمایشگاه و سایر مراکز را متوقف کرد.
در ادامه، ترانوس با بررسی‌های بیشتر از سوی نهادهای دولتی مواجه شد. CMS اعلام کرد که قصد دارد الیزابت هولمز و بالوانی را برای دو سال از مالکیت یا مدیریت هرگونه آزمایشگاه بالینی محروم کند. همچنین گواهی‌نامه آزمایشگاهی شرکت لغو و تحریم‌هایی علیه آن اعمال شد. در پاسخ، ترانوس فعالیت‌های آزمایشگاهی خود را در نیوآرک متوقف کرد و برای حل این مشکلات تلاش کرد.
در سال ۲۰۱۶، ترانوس اعلام کرد که نتایج دو سال آزمایش‌های انجام‌شده با دستگاه ادیسون را باطل کرده است. در ماه مه همان سال، ۱ درصد از نتایج آزمایش‌های این دستگاه اصلاح یا لغو شدند. والگرینز به همکاری با ترانوس پایان داد و مراکز باقی‌مانده این شرکت را تعطیل کرد. در اکتبر ۲۰۱۶، ترانوس اعلام کرد که فعالیت‌های آزمایشگاهی و مراکز سلامتی خود را متوقف می‌کند و درصد قابل توجهی از کارکنان خود را اخراج کرد.